# Narożnica
Narożnica (Phalera) – rodzaj motyli z rodziny garbatkowatych.
Motyle o krępej budowy ciele. Głowa ich jest zaopatrzona w łyse oczy złożone, przyoczka i krótką ssawkę. Tułów jest szeroki, barwnie owłosiony. Skrzydło przedniej pary jest duże i długie, zaś tylnej owalne. W pozycji spoczynkowej skrzydła ściśle przylegają do boków ciała. Gruby odwłok ma cylindryczny kształt. U samca odwłok wieńczą pęczki włosów. 
Rodzaj ten zamieszkuje krainy palearktyczną, etiopską, orientalną i australijską. W Polsce reprezentowany jest tylko przez narożnicę zbrojówkę. Zimowanie odbywa się w stadium poczwarki. Owady dorosłe nie pobierają pokarmu i są aktywne nocą.
Takson ten wprowadzony został w 1819 roku przez Jacoba Hübnera. Zalicza się do niego około 50 opisanych gatunków, w tym:
- Phalera acuta Gaede
- Phalera acutoides Holloway, 1983
- Phalera albizzae Mell, 1931
- Phalera albocalceolata (Bryk, 1950)
- Phalera alpherakyi Leech, 1898
- Phalera amboinae (Felder, 1861)
- Phalera angustipennis Matsumura, 1919
- Phalera argenteolepis Schintlmeister, 1997
- Phalera assimilis (Bremer & Grey, 1852)
- Phalera atrata (Grünberg, 1907)
- Phalera banksi Holloway, 1983
- Phalera bobi Swinhoe
- Phalera bucephala (Linnaeus, 1758) – narożnica zbrojówka
- Phalera bucephalina (Staudinger & Rebel, 1901)
- Phalera bucephaloides(inne języki) (Ochsenheimer, 1810) – narożnica węgierska(inne języki)[6]
- Phalera combusta (Walker, 1855)
- Phalera cossoides Walker, 1862
- Phalera eminens Schintlmeister, 1997
- Phalera erconvalda (Schaus, 1928)
- Phalera exserta We et Fang, 2004[4]
- Phalera flavescens Bremer & Grey, 1852
- Phalera goniophora Hampson, 1910
- Phalera grotei Moore, 1859
- Phalera hadrian Schintlmeister, 1989
- Phalera huangtiao Schintlmeister & Fang, 2001
- Phalera javana Moore, 1859
- Phalera mangholda (Schaus, 1928)
- Phalera melantata West
- Phalera minor Nagano, 1916
- Phalera niveomaculata Kiriakoff, 1963
- Phalera obscura  Wileman, 1910
- Phalera ora Schintlmeister, 1989
- Phalera ordgara Schaus, 1928
- Phalera parivala Moore, 1859
- Phalera raya  Moore, 1849
- Phalera sangana Moore, 1859
- Phalera schintlmeisteri We et Fang, 2004[4]
- Phalera sebrus Schintlmeister, 1989
- Phalera sundana  Holloway, 1982
- Phalera surigaona Schaus
- Phalera styx Holloway, 1983
- Phalera takasagoensis Matsumura, 1919
- Phalera torpida Walker, 1865
- Phalera wanqu Schintlmeister & Fang, 2001